# Caisse d'assurance maladie des industries électriques et gazières

Logo de la Caisse d'assurance maladie des industries électriques et gazières

La Caisse d'assurance maladie des industries électriques et gazières (Camieg) est un organisme de sécurité sociale français créé par décret du 30 mars 2007. La caisse assure la gestion du régime spécial d'assurance maladie maternité des industries électriques et gazières (IEG) sous la tutelle de l'État.
Sa compétence est nationale. Elle protège les agents sous statut des IEG (ou assimilés) en activité, les inactifs, ainsi que leurs ayants droit.

## Spécificités
Les affiliés à la Camieg sont les salariés et retraités de la branche professionnelle des industries électriques et gazières (EDF, Engie, RTE...) ainsi que leurs ayants droit (soit au total 515 000 bénéficiaires chiffres de 2018).
Pour ces publics, la Camieg gère le risque maladie composé de deux parties :
- le régime de base : équivalent aux prestations du régime général (taux, base de remboursement, franchises...) ;
- le régime complémentaire assimilable à une protection de second niveau[3] (remboursements supplémentaires).

Son financement est assuré par :
- pour les prestations aux salariés : une contribution salariale et une contribution patronale ;
- pour les prestations aux retraités : une contribution par les retraités, ainsi qu'une contribution des salariés vers les retraités.

Les deux niveaux de couverture sont légaux, obligatoires et indissociables au bénéfice des ouvrants droit au régime et de leurs ayants droit.
Cependant, certains bénéficiaires ne sont couverts que pour la part complémentaire. Ils sont par ailleurs assurés d'un autre régime obligatoire d'assurance maladie. Leur droit au régime complémentaire seul répond le plus souvent à une condition de faibles ressources et à un lien avec un ouvrant droit au régime d’assurance maladie et maternité des industries électriques et gazières.Ainsi certains sont couverts par ce régime complémentaire à condition que leurs ressources annuelles ne dépassent pas 1560 fois le SMIC horaire et d'autres par contre bénéficient d'une mesure d'exception puisque la limite de leurs ressources est portée à 1980 fois le SMIC horaire instaurant dès lors une véritable discrimination entre assurés (Arrêté du 16 juillet 2018 modifiant l’arrêté du 30 mars 2007 relatif au régime spécial).
Contrairement aux Caisses primaires d'assurance maladie (CPAM), la Camieg ne gère pas le risque accident du travail-maladie professionnelle et invalidité qui est géré pour les IEG par la Caisse nationale des industries électriques et gazières (CNIEG).

## Organisation
Au niveau national, les services de la caisse assurent l'accueil téléphonique des assurés, l'affiliation des bénéficiaires et la mise à jour de leur dossier administratif : la mise en œuvre des programmes de prévention, les relations aux professionnels de santé, etc.
De plus, les antennes régionales prennent en charge l'accueil physique des bénéficiaires et la réponse aux courriels, l'animation d'actions de promotion de la santé et la représentation locale de la caisse.
La Camieg gère, pour le compte du régime général, l'affiliation et la gestion des droits des assurés dont elle gère la part de base. La CPAM des Hauts-de-Seine, désignée par la Caisse Nationale d'Assurance Maladie, assure la gestion des dossiers de prestations pour la part régime général et la part complémentaire et les fonctions qui y sont liées (contacts des assurés et des professions de santé sur les remboursements).

## Gouvernance

### Conseil d'administration
Le Conseil d'administration de la Camieg est composé de 26 représentants des agents statutaires des IEG en activité ou en inactivité de service élus pour 6 ans. Le CA détermine les orientations stratégiques, contrôle l'activité de l'organisme, en vote les budgets et en approuve les comptes.

### Directeur
Le directeur assure le fonctionnement de la caisse sous le contrôle du conseil d'administration. Il exécute les décisions du conseil d'administration.
Il a seul autorité sur le personnel et fixe l'organisation du travail dans les services. Il prend seul toute décision à caractère individuel ou collectif que comporte la gestion du personnel.
Il représente la caisse dans tous les actes de la vie civile et en justice.

### Commission nationale paritaire de suivi du régime (CNPS)
Elle réunit à parité employeurs et organisations syndicales et est compétente uniquement pour la section des actifs. La CNPS donne des avis sur le fonctionnement de la caisse et notamment sur l'équilibre financier de la section des actifs.

### Tutelles
La Camieg a deux ministères de tutelle, le ministère chargé de la Sécurité sociale et le ministère chargé du Budget.

## Convention d'objectifs et de gestion 2012 - 2015 (COG)
En 2012, la Camieg a signé sa première convention d'objectifs et de gestion conclue entre les ministres de la santé et du budget, le président et le directeur de la Camieg.
Cette COG recherchait les conditions d'une plus grande efficience de la caisse tout en veillant à la bonne gestion des budgets alloués. Au premier rang des engagements pris, figurait le service rendu aux assurés.
La COG 2012-2015 conclue entre la Camieg et l'État a été prolongée d'un an.

### Bilan de la COG 2012-2015
A l’issue de la COG 2012-2015, des progrès ont été réalisés quant au service aux assurés : taux de décroché supérieur à 90 % pour les appels téléphoniques pris par la plateforme de Montreuil, délai de traitement inférieur à 7 jours pour les dossiers Gestion des Bénéficiaires, accueil de proximité pour 99 % des assurés, près de 760 actions de prévention menées en 2016.
Par ailleurs, une enquête de satisfaction menée auprès de 6 000 assurés a montré que 87 % d’entre eux étaient satisfaits de la qualité de service.

## Convention d'objectifs et de gestion 2017-2020
La seconde COG de la Camieg, signée en 2017, vise à maintenir un haut niveau de qualité de service tout en développant les services attentionnés et dématérialisés afin d’améliorer son efficience et la satisfaction de ses bénéficiaires. À cet effet, ses engagements sont de :
- poursuivre l’amélioration de la qualité de service aux bénéficiaires et promouvoir une politique de prévention efficiente ;
- améliorer la performance de l’organisme ;
- consolider la responsabilité sociétale de l’employeur.

## Situation financière
Le régime dégage des excédents depuis sa création en 2007 (380 M€ fin 2018). Afin de garantir un niveau de recettes et de dépenses équilibré dans la durée, des négociations ont été engagées entre les représentants des employeurs des industries électriques et gazières, des fédérations syndicales de salariés des IEG et l'État.